# Helmi Dresen
Helmi Marie Dresen (ur. 4 lipca 1892 w Kolga, zm. 25 września 1941 w Tallinnie) – estońska esperantystka, poetka, tłumaczka i autorka słownika esperanto-estońskiego.    

## Życiorys

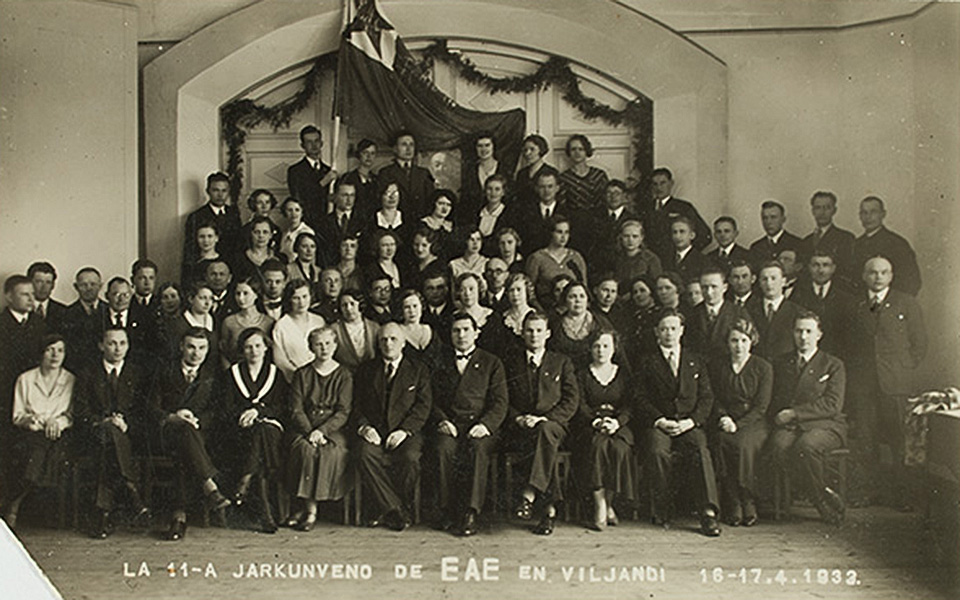
Estońskie Stowarzyszenie Esperanto, 1933

Helmi Marie Dresen urodziła się 4 lipca 1892 r. w parafii Kolga, w okręgu Harjumaa. Była córką Eduarda i Elisabeth Tresen. Pracowała jako urzędniczka. Jej siostrą była Hilda Dresen poetka i esperantystka. Helmi w latach 20. XX w. była współzałożycielką i członkiem zarządu Estońskiego Stowarzyszenia Esperanto w Tallinnie, była też delegatką estońską Universala Esperanto-Asocio i członkiem Vortaran Komisionon ("Vo-Ko"). Była też autorką słownika esperanto-estońskiego (Esperanto-eesti sõnastik, 1927), który zawierał ok. 12 000 haseł i Estona Antologio (1932). Podobnie jak jej siostra Hilde, pisała wiersze w esperanto. 
Została zabita przez Niemców 25 września 1941 r., w czasie II wojny światowej.

## Wybrane dzieła
- Esperanto-eesti sõnastik, 1927
- Estona Antologio, 1932